# Ala Gou He
Ala Gou He (kinesiska: 阿拉沟) är ett vattendrag i Kina. Det ligger i den autonoma regionen Xinjiang, i den nordvästra delen av landet, omkring 140 kilometer sydost om regionhuvudstaden Ürümqi.
Genomsnittlig årsnederbörd är 105 millimeter. Den regnigaste månaden är juli, med i genomsnitt 27 mm nederbörd, och den torraste är mars, med 1 mm nederbörd.